# Johann Anton Leisewitz
Johann Anton Leisewitz (Hannover, 9 de maio de 1752 – Braunschweig, 10 de setembro de 1806) foi um advogado e poeta alemão,  figura central da era Sturm und Drang. É mais conhecido por sua peça Julius of Tarent (1776), que inspirou a peça Die Räuber (1781), de Friedrich Schiller.

## Biografia
Ele foi a Göttingen em 1770 e tornou-se membro do círculo de poetas chamado Der Hainbund, que incluía Stolberg e Voss, e contribuiu com dois poemas para o Göttinger Musenalmanach em 1775, ambos essencialmente dramáticos e democráticos. Em 1775, em Brunswick, e mais tarde em Berlim e Weimar, ele conheceu e logo contou com seus amigos Eschenburg, Moses Mendelssohn, Lessing, Nicolai, Herder e Goethe. Sua única peça completa, Julius of Tarent (1776), foi escrita no estilo de Lessing e com grande parte da técnica dramática deste último. A peça era uma das favoritas de Friedrich Schiller e era frequentemente exibida na Alemanha. Também inspirou Friedrich Maximilian Klinger, que foi contratado como dramaturgo pelo sogro de Leisewitz, Abel Seyler.

## Vida pessoal
Ele se casou com Sophie Marie Katharina Seyler (1762-1833) em Hamburgo em 1781. Ela era filha do famoso diretor de teatro nascido na Suíça Abel Seyler e enteada da atriz Friederike Sophie Seyler, e cresceu com seu tio J.G.R. Andreae em Hannover. Seu irmão era o banqueiro Ludwig Erdwin Seyler, que se tornou por casamento membro da dinastia bancária Berenberg-Gossler. Leisewitz era um parente distante de sua esposa no lado Andreae e tinha sido um visitante frequente na casa Andreae, com sua grande biblioteca, em sua juventude. Mais tarde, ele se referiu a J.G.R. Andreae como seu tio. Seus diários e cartas à esposa foram publicados. As cartas enviadas entre Johann Anton Leisewitz e Sophie Seyler foram descritas como algumas das mais belas cartas de amor do final do século XVIII.

## Galeria

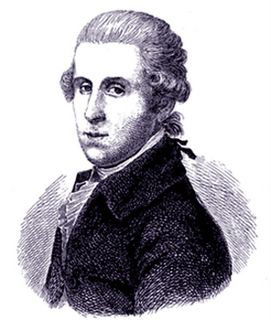
Johann Anton Leisewitz
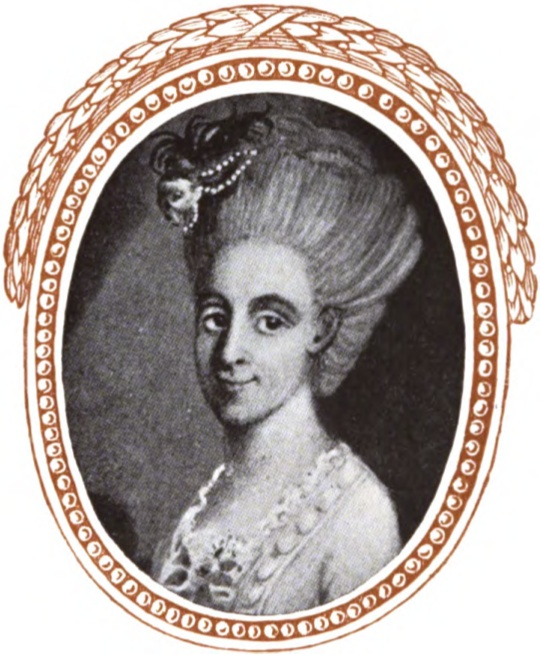
Sua esposa Sophie Seyler